# Алвизе II Мочениго
Алвизе II Мочениго (на италиански: Alvise II Mocenigo) е 110-и венециански дож от 1700 г. до смъртта си през 1709 г.

## Биография
Алвизе II Мочениго е син на Алвизе Мочениго и Адриана Гримани. Търгува с Ориента, за да увеличи още повече фамилното наследство, което трябва да сподели с осемте си братя. Започва политическата си кариера много късно и безскрупулно използва парите си, за да получи важни постове. Става посланик, подеста на Падуа (1684 – 86), а след това и член на Съвета.
Избран е за дож на 17 юли 1700 г. при първото гласуване с 40 гласа от общо 41. Много набожен и със слаба политическа компетентност, през своето 9–годишно управление Мочениго се ограничава само до това Венецианската република да остане неутрална по време на Войната за испанското наследство.
Никога не се жени.